# Dominik Quinlan

## Trainerkarriere
Dominik Quinlan (* 6. September 1988 in Ebersberg) ist ein ehemaliger deutscher Eishockeyspieler und aktueller -trainer, der seit 2016 beim EHC Klostersee aus der Eishockey-Bayernliga als Cheftrainer unter Vertrag steht.

## Karriere
Quinlan begann seine Karriere im Nachwuchs der Starbulls Rosenheim, wo er ab der Saison 2004/05 mit der Juniorenmannschaft in der Deutschen Nachwuchsliga aktiv war. Dort konnte er in seinem ersten Jahr in 36 Partien 35 Scorerpunkte erzielen. In der folgenden Spielzeit wurde er in die Seniorenmannschaft der Starbulls einberufen, für die er vier Spiele absolvierte. Im Sommer 2006 unterschrieb der Linksschütze einen Vertrag beim Oberligisten EHC Klostersee. In Grafing gehörte Quinlan zu den Stammspielern und trug 48 Mal das Trikot des EHC, wobei er 29 Punkte erzielte und Rookie des Jahres wurde.
Außerdem war Quinlan in allen Junioren-Nationalmannschaften vertreten und bestritt 2006 die U18-Weltmeisterschaft.
Auf Grund der gezeigten Leistungen verpflichteten ihn die Verantwortlichen der Landshut Cannibals zur Saison 2007/08. Der Deutsche absolvierte in den zwei Spielzeiten, in denen er bei den Cannibals unter Vertrag stand, insgesamt 109 Ligaspiele und kam dabei auf 15 Punkte. Nachdem sein Vertrag in Landshut nicht verlängert worden war, wechselte er Anfang Mai 2009 zum Ligakonkurrenten Schwenninger Wild Wings.
Aufgrund einer schweren Fußverletzung beendete er 2015 seine aktive Karriere und übernahm als Trainer die U23-Mannschaft des EHC Klostersee. Zum 1. September 2016 übernahm Quinlan als Cheftrainer die 1. Mannschaft und führte diese nach zwei Aufstiegen in Folge jedes Jahr in die Playoffs.

## Karrierestatistik

### International
Vertrat Deutschland bei:
- U18-Junioren-A-Weltmeisterschaft 2006

(Legende zur Spielerstatistik: Sp oder GP = absolvierte Spiele; T oder G = erzielte Tore; V oder A = erzielte Assists; Pkt oder Pts = erzielte Scorerpunkte; SM oder PIM = erhaltene Strafminuten; +/− = Plus/Minus-Bilanz; PP = erzielte Überzahltore; SH = erzielte Unterzahltore; GW = erzielte Siegtore; 1 Play-downs/Relegation; Kursiv: Statistik nicht vollständig)